# Meru Betiri nationalpark
Meru Betiri nationalpark (indonesiska: Taman Nasional Meru Betiri) är ett naturreservat i Indonesien.   Det ligger i provinsen Jawa Timur, i den sydvästra delen av landet, 800 km öster om huvudstaden Jakarta.